# Черняк, Алексей Юрьевич
Черняк Алексей Юрьевич (род. 27 августа 1973, Алма-Ата, Казахская ССР, СССР) — украинский и российский политик. Депутат Государственной думы Российской Федерации VIII созыва. Кандидат экономических наук. С 2014 года — член партии «Единая Россия», до 2014 года — член Партии регионов. Депутат Верховного Совета Автономной Республики Крым (2006—2014), депутат Государственного совета Республики Крым (2014—2021).
Из-за поддержки российско-украинской войны — под санкциями 27 стран ЕС, Великобритании, США, Канады, Швейцарии, Австралии, Японии, Украины, Новой Зеландии.

## Биография
Родился в Алма-Ате. В 1990 году окончил среднюю школу № 24, города Симферополь.
В 1995 году окончил военно-строительный факультет (переформированное СВВПСУ) при Крымском институте природоохранного и курортного строительства по специальности «командное строительство зданий и сооружений»;
В 2010 году окончил Одесский региональный институт государственного управления Национальной академии государственного управления при Президенте Украины, получил квалификацию магистра государственного управления;
В 2018 году в ЧОУ ВО «Балтийская академия туризма и предпринимательства» (БАТиП) защитил диссертацию на соискание учёной степени кандидата экономических наук под названием «Проектное управление формированием и комплексным развитием инфраструктуры яхтенного туризма: на примере Республики Крым» (научный руководитель — д. э. н., доцент Л. Н. Аристархов).
Майор запаса вооружённых сил.

## Трудовая деятельность
С октября 1996 по май 2000 года — коммерческий директор частной компании. С мая 2000 по апрель 2007 года — частный предприниматель.
С апреля 2007 по март 2009 года — заместитель министра — начальник управления молодёжной политики и гендерного равенства Министерства по делам молодежи, семьи и гендерной политики Автономной Республики Крым.
С марта 2009 по май 2010 года — заместитель министра по делам молодежи, семьи и гендерной политике Автономной Республики Крым.
С мая 2010 по сентябрь 2010 года — советник Председателя Верховной Рады Автономной Республики Крым.
С сентября 2010 года — заместитель начальника Управления службы Председателя Верховной Рады Автономной Республики Крым и его заместителей.
С 27 марта 2013 года — председатель Постоянной Комиссии Верховного Совета Автономной Республики Крым по санаторно-курортному комплексу, туризму и предпринимательству.
С февраля 2014 года — председатель Постоянной комиссии Государственного Совета Республики Крым по санаторно-курортному комплексу и туризму.
С сентября 2014 года — председатель Комитета Государственного Совета Республики Крым по санаторно-курортному комплексу и туризму.
С 2019 по 2021 год — Председатель Комитета туризму, курортам и спорту Государственного Совета Республики Крым.
Депутат Верховной Рады Автономной Республики Крым пятого созыва 2006—2010 годов.
Депутат Государственного Совета Республики Крым шестого созыва 2010—2014 годов (Верховного Совета Автономной Республики Крым).
Депутат Государственного Совета Республики Крым, первого созыва, 2014—2019 годов.
Депутат Государственного Совета Республики Крым, второго созыва, 2019—2021 годов.
С 2014 года избран членом регионального политического совета Крымского регионального отделения Всероссийской политической парии «ЕДИНАЯ РОССИЯ».
Действительный член Национальной академии туризма;
Президент Крымского регионального отделения Комитета национальных и неолимпийских видов спорта России;
Почетный Президент регионального отделения Федерации бильярдного спорта России в Крыму;
Доцент кафедры туризма факультета социокультурный деятельности.
В сентябре 2021 года избран депутатом Государственной Думы Российской Федерации восьмого созыва, по Симферопольскому одномандатному округу. С октября 2021 года — член Комитета по туризму и развитию туристической инфраструктуры Государственной Думы Российской Федерации. С 3 сентября 2022 года депутатские полномочия Черняка досрочно прекращены на основании его письменного заявления.

## Международные санкции
Из-за поддержки российской агрессии и нарушения территориальной целостности Украины во время российско-украинской войны находится под персональными международными санкциями разных стран.
23 февраля 2022 года внесён в санкционные списки стран Евросоюза за действия и политику, которые подрывают территориальную целостность, суверенитет и независимость Украины и ещё больше дестабилизируют Украину.
24 февраля 2022 года включён в санкционный список Канады «близких соратников режима» за голосование о признании независимости «так называемых республик в Донецке и Луганске».
24 марта 2022 года, на фоне вторжения России на Украину, включён в санкционный список США за «соучастие в войне Путина» и «поддержку усилий Кремля по вторжению в Украину», Госдеп США заявил что депутаты Госдумы используют свои полномочия для преследования инакомыслящих и политических оппонентов, нарушают свободу информации, ограничивают права человека и основные свободы граждан России.
По аналогичным основаниям, с 11 марта 2022 года находится под санкциями Великобритании. С 27 сентября 2022 года находится под санкциями Швейцарии. С 26 февраля 2022 года находится под санкциями Австралии. С 12 апреля 2022 года находится под санкциями Японии. Указом президента Украины Владимира Зеленского от 7 сентября 2022 находится под санкциями Украины. С 3 мая 2022 года находится под санкциями Новой Зеландии.

## Семья
Воспитывает дочь.

## Награды
- 2010 год — почётное звание «Заслуженный работник социальной сферы Автономной Республики Крым»;
- 2012 год — Знак отличия Автономной Республики Крым «За верность долгу»;
- 2014 год — медаль ордена «За заслуги перед Отечеством» II степени;
- 2015 год — орден «За верность долгу»;
- 2018 год — медаль «За доблестный труд»;
- орденом Святого Николая Чудотворца 3-й степени;
- орденом Украинской Православной Церкви (Московского патриархата) святого великомученика Георгия Победоносца;
- медалью «50 лет Конфедерации подводной деятельности России»;